# Choromytilus
Choromytilus is een geslacht van tweekleppigen uit de familie van de Mytilidae.

## Soorten
- Choromytilus chorus (Molina, 1782)
- Choromytilus meridionalis (Krauss, 1848)
- Choromytilus palliopunctatus (Carpenter, 1857)